# Guillermo Giménez Gallego
Guillermo Giménez Gallego (Ceuta, 31 de marzo de 1945-Madrid, 8 de julio de 2022) fue un químico, investigador y jesuita español.

## Biografía
Nació en Ceuta donde su padre, militar de carrera, se encontraba destinado.
Se licenció en ciencias biológicas, recibiendo el premio extraordinario de licenciatura. 
En 1961 ingresó en el noviciado de los Jesuitas en Córdoba. En 1965 se trasladó a Alcalá de Henares donde hasta 1968 estudió teología. De 1968 a 1970 realizó estudios de Ingeniería Técnica. En 1983 fue ordenado sacerdote y realizó sus últimos votos como jesuita.
En su carrera como investigador, destacó por su labor en temas biomédicos. Fue profesor asociado de Fisiología Vegetal en la Universidad Autónoma de Madrid. También fue profesor en el CSIC, y entre 2003 y 2004 fue director de su Centro de Investigaciones Biológicas.
El 8 de enero de 2004 ingresó como académico de la Real Academia Nacional de Farmacia (medalla 28).
Murió en la residencia de la comunidad jesuita de la calle de la Santísima Trinidad de Madrid a los setenta y siete años.

## Reconocimientos
- Premio de Investigación Básica de la Sociedad Española de Cardiología en 1995.[4]
- Premio Nacional de Biomedicina en 1993.